# Подольшинка-Плебанська
Подольшинка-Плебанська (пол. Podolszynka Plebańska) — село в Польщі, у гміні Крешів Ніжанського повіту Підкарпатського воєводства.
Населення — 213 осіб (2011).
У 1975-1998 роках село належало до Тарнобжезького воєводства.

## Демографія
Демографічна структура станом на 31 березня 2011 року:
|          | Загалом | Допрацездатний вік | Працездатний вік | Постпрацездатний вік |
| -------- | ------- | ------------------ | ---------------- | -------------------- |
| Чоловіки | 99      | 26                 | 61               | 12                   |
| Жінки    | 114     | 22                 | 63               | 29                   |
| Разом    | 213     | 48                 | 124              | 41                   |